# Космос-1237
Космос-1237 је један од преко 2400 совјетских вјештачких сателита лансираних у оквиру програма Космос.
Космос-1237 је лансиран са космодрома Плесецк, СССР, 6. јануара 1981. Ракета-носач Р-7 Семјорка (рус. Семёрка) (8К71, НАТО ознака SS-6 Sapwood) са додатим степеном је поставила сателит у орбиту око планете Земље. Маса сателита при лансирању је износила 600 килограма. Космос-1237 је био осматрачки сателит.